# Округ Вермилион (Индијана)
Вермилион (енгл. Vermillion County) је округ у америчкој савезној држави Индијана.

## Демографија
По попису из 2010. године број становника је 16.212, што је 576 (-3,4%) становника мање 2000. године.
| Група             | 2000.          | 2010.          |
| Белци             | 16.454 (98,0%) | 15.862 (97,8%) |
| Афроамериканци    | 44 (0,3%)      | 24 (0,1%)      |
| Азијати           | 20 (0,1%)      | 31 (0,2%)      |
| Хиспаноамериканци | 107 (0,6%)     | 130 (0,8%)     |
| Укупно            | 16.788         | 16.212         |